# Parang (Banyakan)
Parang is een bestuurslaag in het regentschap Kediri van de provincie Oost-Java, Indonesië. Parang telt 5529 inwoners (volkstelling 2010).